# Mansfield (Georgia)
Mansfield – miasto w Stanach Zjednoczonych, w stanie Georgia, w hrabstwie Newton.